# Safford
Safford is een plaats (city) in de Amerikaanse staat Arizona, en valt bestuurlijk gezien onder Graham County.

## Demografie
Bij de volkstelling in 2000 werd het aantal inwoners vastgesteld op 9232.
In 2006 is het aantal inwoners door het United States Census Bureau geschat op 8981, een daling van 251 (-2.7%).

## Geografie
Volgens het United States Census Bureau beslaat de plaats een oppervlakte van
20,6 km², waarvan 20,5 km² land en 0,1 km² water. Safford ligt op ongeveer 900 m boven zeeniveau.

## Plaatsen in de nabije omgeving
De onderstaande figuur toont nabijgelegen plaatsen in een straal van 48 km rond Safford.